# Chen Lijun
Chen Lijun (n. 8 februarie 1993, Anhua County⁠(d), Hunan, Republica Populară Chineză) este un halterofil ce a reprezentat Republica Populară Chineză, medaliat olimpic. A participat la 2 ediții ale Jocurilor Olimpice (2016, 2020) în care a câștigat o medalie de aur.